# Natalia Bocian
Natalia Bocian (ur. w 1987 w Bydgoszczy) − zawodniczka uprawiająca fitness sportowy. Trzykrotna mistrzyni świata do lat 21 w tej dyscyplinie sportowej (tytuł ten zdobywała w latach 2006–2008). W 2008 roku zdobyła tytuł absolutnej mistrzyni świata w sportowej odmianie fitness, a także w konkurencji model fitness. Rok później zdobyła brązowy medal mistrzostw świata. Kilkukrotnie zdobywała także medale mistrzostw Europy. W 2009 roku zdobyła tytuł mistrzyni Europy seniorek, a dwa lata później zdobyła brązowy medal tych zawodów. Ponadto w 2008 roku zdobyła tytuł mistrzyni Europy do lat 21. Wielokrotnie zdobywała również medale mistrzostw Polski w tej dyscyplinie sportu. Zawodniczka klubu UKS Fitness Bydgoszcz. Natalia Bocian fitness sportowy zaczęła uprawiać w 2001 roku.
Uczestniczka programu rozrywkowego Wipeout − Wymiatacze emitowanego w stacji telewizyjnej TVN.